# Un truc super à ne jamais refaire
Un truc super à ne jamais refaire (France) ou La croisière s'abuse (Québec) (A Totally Fun Thing That Bart Will Never Do Again) est le 19e épisode de la saison 23 de la série télévisée Les Simpson.

## Synopsis
À la suite d'une initiative de Bart, les Simpson se cotisent pour partir en croisière sur l'océan. Un voyage unique que Bart voudrait ne jamais voir se finir, ce qui le pousse aux pires extrémités pour faire en sorte que le bateau ne revienne jamais au port...